# 최일도
최일도(崔一道, 1957년 9월 10일 ~ )는 대한민국의 장로교 목사이자 시인, 빈민 운동가이다. 사회봉사 단체이며 개신교 영성 공동체인 다일공동체의 설립자로써 대한민국 최초의 무료 병원인 다일천사병원과 다일영성생활수련원을 설립하여 운영하고 있으며, 아시아와 아프리카의 개발도상국에 해외분원을 설립, 운영하고 있다.
한편, 본인(최일도)이 원년멤버 MC로 활동한 C채널 <힐링토크 회복> 7회(2013년 1월 22일) 게스트로 나온 김미화는 본인(최일도)이 대표로 있는 다일공동체 대표이사로 활동하기도 했으며 2013년 8월 20일부터 본인(최일도) 등과 공동 진행을 맡아왔지만  연기활동에 전념하기 위하여 빠진 임성민의 뒤를 이어 2015년 2월 2일부터 <힐링토크 회복> MC로 발탁된 정선희는 김미화의 여동생과 같은 학교에 다녀 개그우먼이 되기 전부터 김미화와 알고 지내왔으며 <힐링토크 회복>은 2015년 5월 4일부터 정선희 단독 진행으로 바뀌었는데 정선희가  이 프로그램 193회(2014년 11월 18일) 게스트로 나온 바 있었다.

## 경력

### 신학생
장로회신학대학교신학과(TH.B) 및 신학대학원(M.Div)에서 공부하였다. 아침마당에 나와서 사회선교를 들려주기도 했는데, 최일도 목사가 당시 방송에서 한 이야기에 따르면 독일유학을 준비하던 중 굶주려 쓰러진 함경도 할아버지에게 라면을 끓여드린 일을 계기로, 하나님의 뜻을 깨달았다. 최일도 목사는 1988년부터 도시의 화려함에 가려진 민중들을 섬기기 시작했다. 장로회신학대학교 신학대학원 시절에는 정철범 마태 신부(후일 주교로 승품)가 관할하던 성공회 성 베다 교회(서울시 종로구 연건동, 대학로교회)를 김연수 사모, 자녀들과 다니기도 했다.

### 목회철학
그의 목회철학은 사회의 약자들인 고아와 과부를 돌보고 자기를 지켜 세속에 물들지 않도록 하는 것(야고보서 1:27)이다.

### 어려움
베스트셀러요 나눔의 고전이 된 그의 저서 《밥 짓는 시인, 퍼주는 사랑》 (동아일보사)에 의하면 최일도 목사는 참 사랑의 나눔은 지금부터 여기부터 작은 것부터 할 수 있는 것부터라고 나눔의 철학을 강조하고 있다. 26년이 지난 지금도 꾸준히 사회선교와 시민운동으로 그리스도의 육화론적 영성생활과 봉사신앙을 실천하고 있다.

### 현재
그의 모교인 장로회 신학대학교 개교 100주년 기념 설문조사에서 그는 한국교회를 빛낼 인물 1위로 선정되었고 올해의 자랑스러운 한국인대상(한국언론인연합회) 등을 수상하였으며 현재 한동대학교 상담심리사회복지학부의 겸임교수 및 TV방송 진행과 저술활동에서도 크게 활약하고 있다.

## 방송
- 1997년 KBS1 《TV는 사랑을 싣고》 출연
- 2013년 C채널 《힐링토크 회복》前 MC[5]
- 2020년 KBS1 《아침마당》 출연

## 저서
저서로는 밥 짓는 시인 퍼주는 사랑 (동아일보사),참으로 소중하기에 조금씩 놓아주기(중앙M&B), 이밥먹고 밥이되어(도서출판 다일), 밥심(마음의숲) 등이 있다.

## 논란
그가 이사장으로 있는 재단의 목사가 경찰 폭행 및 음주, 뺑소니들의 행위를 하여 논란이 되고 있다.